# ماتي فيرتشيو
ماثيو جوزيف فيرتشيو-ثيك (بالإنجليزية: Matthew Joseph Virtue-Thick)‏ (مواليد 2 مايو 1997) هو لاعب كرة قدم إنجليزي محترف يلعب مع لينكولن سيتي، على سبيل الإعارة من نادي بلاكبول، كلاعب خط وسط. سبق له أن لعب مع ليفربول ونوتس كاونتي.